# Westmorland (Kalifornija)
Westmorland je grad u američkoj saveznoj državi Kalifornija. Prema popisu stanovništva iz 2010. u njemu je živjelo 2.225 stanovnika.